# Отте, Макс
Макс О́тте, (настоящее имя Ма́ттиас Отте, нем. Max Otte; род. 7 октября 1964, Плеттенберг) — немецко-американский экономист, профессор экономики Университета прикладных наук, Вормс, Германия, руководитель созданного им в 2003 году (нем. IFVE Institut für Vermögensentwicklung GmbH в Кёльне, а также финансовый эксперт и независимый менеджер хедж-фонда. С 2011 года Отте преподаёт в Грацском университете имени Карла и Франца.

## Деятельность
Макс Отте окончил в 1983 году гимназию в городе Плеттенберг. По завершении изучения экономики в Кёльне защитил докторскую диссертацию в Принстонском университете и работал в качестве M&А консультанта. В 1998—2000 годах являлся доцентом Бостонского университета.
В 2008 году, в период нарастания финансового кризиса, Макс Отте приобрёл известность, прежде всего, благодаря своим научным предсказаниям кризиса и форм его проявления: в 2006 году он впервые описал в своей, вышедшей в свет и ставшей бестселлером в области экономической литературы, книге «Der Crash kommt» симптомы грядущего финансового кризиса, дав анализ предпосылкам, заведшим мировую экономику в кризисную фазу, и точно угадал момент. Начиная с 2007 года Макса Отте — признанный гуру в экономике.
Макс Отте одним из первых и ещё задолго до политических деятелей требовал национализации холдинга Hypo Real Estate. В марте и апреле 2009 года он настоятельно рекомендовал приобретать акции. Макс Отте сопротивляется данному ему званию «прорицателя крэша». В ноябре 2009 он избирался 10.000-ми читателей (нем. Börse Online из 24.000 проголосовавших «биржевым брокером 2009 года». В том же месяце он подтвердил своё высказывание, что акции ещё не слишком дорогие. В ноябре 2010 года за него вновь было отдано более половины голосов проголосовавших читателей. В середине марта 2008 запущенный и обслуживаемый Максом Отте PI Global Value Fund (WKN: A0NE9G), уже к 28 апрелю 2010 смог достичь эффективности в 38 %, обогнав тем самым DAX на 38 %, MSCI World на 33 % и EURO STOXX 50 более чем на 60 %. Макс Отте инвестирует по принципу «райнхайтсгебота» в качественные акции, облигации и в физическое золото. 31 марта 2011 фонд достигает эффективности в 51 %. В январе фонд был преобразован в смешанный фонд и получил допуск для работы на территориях Германии, Австрии и Швейцарии.
В апреле 2010 за несколько недель до принятия решения о формировании Европейского механизма стабильности (ESM) Отте требовал выхода южных европейских стран из еврозоны.
8 апреля 2011 Макс Отте говорит в экономической газете Handelsblatt следующее: «Реальной проблемой в мировой экономике являются США». Немногим более, чем через неделю рейтинговое агентство «Standard & Poor's» объявило о возможном снижении кредитных рейтингов США.
Макс Отте, являясь независимым менеджером хедж-фонда, также принимает активное участие в массивном регулировании финансовых рынков. В частности, он требует ввести разумные базисные правила ответственности банков в условиях рыночной экономики. В 2010 он поддерживает решение федерального правительства запретить продажи ценных бумаг без покрытия.
Макс Отте является автором многочисленных публикаций в таких известных газетах и журналах, как Frankfurter Allgemeine Zeitung, Welt, Spiegel, Financial Times Deutschland, Times, Harvard Business Review, Junge Freiheit и Wirtschaftsdienst и является частым гостем на телевидении на таких каналах, как, например, ARD, ZDF, SWR, n-tv, Bloomberg и N24. У Макса Отте два подданства — он является немецким и американским гражданином и проживает в Кёльне.

## Книги

### A Rising Middle Power?
В своей книге A Rising Middle Power? German Foreign Policy in Transformation. 1988—1998 (2000) Макс Отте исследует новейшую немецкую внешнюю политику. Особое внимание он уделяет вопросу, влияет ли выросшая в результате воссоединения Федеративной Республики Германия политическая мощность государства на изменение его политического стиля. Отте относится к реалистической школе внешнеполитических мыслителей.
Помимо политэкономического анализа мощи Федеративной Республики Германия книга содержит три тематических исследования: Германия и Европейское единство / введение евро, Федеративная Республика Германия и военные операции за пределами Германии и расширение Европе́йского союза на восток. Отте делает неожиданный вывод: влияние Германии хотя и выросло, но требования к объединенному государству выросли намного сильнее. Поэтому Германия и далее придерживается дипломатии типичного среднего государства, ориентированного на балансирование.

### Investieren statt Sparen
В своей книге Investieren statt Sparen. Wie man mit Aktien ein Vermögen aufbaut Отте описывает возможности долгосрочного преумножения состояния для частных инвесторов. Инвесторы должны в своих же собственных интересах осуществлять своё финансовое планирование сами, а не доверять чужим. В первую очередь, инвестиции должны рассматриваться как долгосрочное накопление активов, где собственная ответственность, прозрачность, доступность точной финансовой информации и
терпение на протяжении всего временно́го горизонта вклада являются основополагающими. В солидные инвестиции необходимо привносить определенную долю калькулируемого риска. Отте также упоминает о возможностях Интернета для проведения банковских онлайн-транзакций, автоматизированных заказов, коммуникации с целью информационного обмена между инвесторами.
Эффект удвоения собственных активов основывается на принципе компаундинга и способности достигать, например, с помощью DAX, средний годовой доход около 8-10 %. Финансовые цели зависят от имеющегося в распоряжении дохода, от прибыли, от продолжительности инвестиционного периода и возраста инвестора.
Общий объем инвестиций складывается из сэкономленных средств за вычетом средств на потребление. Наибольшие инвестиции приносят акции. Владение акциями делает инвестора совладельцем компании и позволяет ему извлекать выгоду из её экономического успеха. Долгосрочный инвестиционный успех частных инвесторов связан с сильными брендами опытных компаний, например, таких как Coca-Cola, McDonald`s, Sony, Nestle, Procter & Gamble, IBM и др., давно находящихся на рынке.
Стоимость акций складывается из текущих и ожидаемых доходов компании. При зтом, Отте разделяет акции на мастер-акции (это всемирно известные компании с мировыми брендами, такие как DaimlerChrysler, Coca-Cola, Siemens), на акции мира торговли (на настоящий момент это недооцененные акции крупных компаний с низким соотношением цены и прибыли и с высокими прибылями, несмотря на низкую рыночную стоимость), на королевские акции (это акции лучших всемирно известных крупных компаний — отраслевых лидеров, растущие медленнее революционных акций), на революционные акции (акции молодых компаний с инновационными идеями, таких как Google, Microsoft, Cisco Systems и др.) и на ценные акции (Blue chips).

### Der Crash kommt
Der Crash kommt. Die neue Weltwirtschaftskrise und wie Sie sich darauf vorbereiten
принесла Максу Отте известность среди широкой аудитории. Книга начинается с предисловия к первому изданию 2006 года:

Я не могу сказать, нагрянет ли крэш в 2008 году. Может быть, это случится уже в 2007, а возможно, что лишь в 2009 или 2010 году. Только человеческое поведение, и ничто другое, ответственно за вспышку серьёзного экономического кризиса, который не может быть предсказан с математической точностью, даже если кто-то из прорицателей и попытается это сделать. Некоторые из самых сильных критериев возникновения кризиса указывают на 2010 год, другие — уже к концу 2007 года. Но если я правильно понимаю все эти признаки, указывающие на то, что в настоящее время вся мировая экономика сдает, то крэш, и что немаловажно, крэш могучей силы, должен обязательно наступить.
Отте видит себя политическим экономистом в традициях Фридриха Листа, Карла Маркса, Макса Вебера, Вернера Зомбарта, Вильгельма Рёпке и Александра Рюстова и вдохновляется идеями Австрийской школы.
Отте определил совершенно правильно, что североамериканский рынок недвижимости и низкобонитетные ценные бумаги станут спусковым крючком кризиса.
Причиной кризиса он видит множество факторов:
- Рост долгов с начала неолиберальной революции в начале 1980-х, особенно в США
- Завышенные финансовые активы, дерегулирование рынков и слабая кредитная политика
- Смещение центра мировой экономики
- Чрезмерная глобализация
- Распад моральных экономических устоев, в частности, из-за производных финансовых инструментов (деривативов)
- Демографические проблемы

Отте подчеркивает к тому же, что финансовые кризисы в условиях капитализма не являются каким-то особенным явлением, и что большинство экономистов неохотно обращаются к этой проблеме. В последних двух главах книги Отте дает инструкции по инвестированию.

## Публикации
- The United States, Japan, West Germany and Europe in the international economy 1977—1987. Between conflict and coordination. Schulz-Kirchner, Idstein 1988, ISBN 3-925196-67-6
- mit Nikolaus Rollwage: Makroökonomik. Makro-Wissen effizient erworben. Mit 25 Kontrollfragen. WRW, Köln 1989, ISBN 3-927250-31-7; 2. Auflage: Makroökonomik. Mit Kontrollfragen und Lösungen. ebd. 1991, ISBN 3-927250-32-5
- Allgemeine Wirtschaftspolitik. WRW, Köln 1990, ISBN 3-927250-51-1; 2. erweiterte Auflage ebd. 1991, ISBN 3-927250-52-X
- Marketing. Mit Kontrollfragen und Lösungen. WRW, Köln 1990, ISBN 3-927250-61-9; 2. erweiterte Auflage ebd. 1992, ISBN 3-927250-62-7; 3. neu bearbeitete Auflage: Marketing. Mit Übungsaufgaben und Lösungen. ebd. 1996, ISBN 3-927250-63-5
- Fitness und Karriere. Der neue Lebensstil für Spitzenkräfte. Gabler, Wiesbaden 1995, ISBN 3-409-19197-6
- Amerika für Geschäftsleute. Das Einmaleins der ungeschriebenen Regeln. Campus-Verlag, Frankfurt/New York 1996, ISBN 3-593-35592-2; aktualisierte Ausgabe: Ullstein, Berlin 1998, ISBN 3-548-35791-1
- Investieren statt sparen. Wie man mit Aktien ein Vermögen aufbaut. Aktualisierte und überarbeitete Neuausgabe. Auflage. Ullstein, Berlin 2008, ISBN 978-3-548-37224-2, DNB 986966665, OCLC 244037121 (1. Auflage 2000 unter dem Titel «Investieren statt sparen. Wie Sie mit Aktien alle 5 Jahre Ihr Vermögen verdoppeln», ISBN 3-430-17286-1).
- Investieren statt sparen. Wie Sie mit Aktien alle 5 Jahre Ihr Vermögen verdoppeln. Econ, München 2000, ISBN 3-430-17286-1; aktualisierte und überarbeitete Neuausgabe: Investieren statt sparen. Wie man mit Aktien ein Vermögen aufbaut. Ullstein, Berlin 2008, ISBN 978-3-548-37224-2
- A Rising Middle Power? German Foreign Policy in Transformation. 1989—1999. St. Martin’s Press, New York 2000, ISBN 0-312-22653-5, DNB 971920699, OCLC 42733831 (Zweite ISBN 978-0-333-91517-2).
- Organisation. Mit Übungsaufgaben und Lösungen. WRW-Verlag, Köln 2001, ISBN 3-927250-06-6
- mit Volker Gelfarth: Investieren statt spekulieren. Mit Aktien von Top-Unternehmen zum Gewinn. Econ, München 2001, ISBN 3-430-17284-5
- mit Katja Zacharias, Dimitrios Patsavas & Helmut Gellermann: Investieren in Biotech-Aktien. So nutzen Sie die Chancen der Zukunft. Econ, München 2001, ISBN 3-430-17283-7
- So bekommen Sie Ihre Finanzen in den Griff. Ein Investor-Village-Arbeitsbuch. Econ, München 2001, ISBN 3-430-14966-5
- So bauen Sie Vermögen auf. Ein Investor-Village-Arbeitsbuch. Econ, München 2001, ISBN 3-430-14967-3
- Der Onvista-Führer zur Aktienanalyse. Econ, München 2001, ISBN 3-430-17279-9
- Der Crash kommt. Die neue Weltwirtschaftskrise und wie Sie sich darauf vorbereiten. 1. Auflage. Econ, Berlin 2006, ISBN 978-3-430-20001-1, DNB 979905990, OCLC 180921996. Komplett aktualisierte und erweiterte Ausgabe: Der Crash kommt. Die neue Weltwirtschaftskrise und was Sie jetzt tun können. 1. Auflage. Ullstein, Berlin 2009, ISBN 978-3-548-37290-7, DNB 99185070X, OCLC 314739402.
- mit Jens Castner: Deutsche Superinvestoren aus Graham- und Doddsville. Erfolgsgeheimnisse der besten Value-Investoren. FinanzBuch-Verlag, München 2007, ISBN 978-3-89879-242-4
- Der Informationscrash. Wie wir systematisch für dumm verkauft werden. Econ, Berlin 2009, ISBN 978-3-430-20078-3
- mit Jens Castner: Erfolgreiches Value-Investieren. Geniale Investmentstrategien in Zeiten globaler Veränderungen. FinanzBuch-Verlag, München 2010, ISBN 978-3-89879-505-0
- Die Krise hält sich nicht an Regeln. 99 Fragen zur aktuellen Situation — und wie es weitergeht. Max Otte im Gespräch mit Thomas Helfrich. Econ, Berlin 2010, ISBN 978-3430201124
- Stoppt das Euro-Desaster. 1. Auflage. Ullstein, Berlin 2011, ISBN 978-3-550-08896-4, DNB 1013304942.

#### Изданное Максом Отте
- John Kenneth Galbraith: Der grosse Crash 1929 — Ursachen, Verlauf, Folgen. FinanzBuch-Verlag, München 2008, ISBN 978-3898794558
- Charles MacKay & Joseph de la Vega: Gier und Wahnsinn. Warum der Crash immer wieder kommt…Der Klassiker. FinanzBuch-Verlag, München 2010, ISBN 978-3898795609
- Charles P. Kindleberger: Die Weltwirtschaftskrise. 1929—1939. FinanzBuch-Verlag, München 2010, ISBN 978-3898796149
- Adam Fergusson: Das Ende des Geldes — Hyperinflation und ihre Folgen am Beispiel der Weimarer Republik. FinanzBuch-Verlag, München 2011, ISBN 978-3898796279
- Niall Ferguson: Der Bankier Siegmund Warburg — Sein Leben und seine Zeit. FinanzBuch-Verlag, München 2011, ISBN 978-3898796262